# Martín Ramón Domínguez
Martín Ramón Domínguez (San Miguel de Tucumán, Tucumán, 25 de noviembre de 1925) fue un futbolista argentino que se desempeñaba como mediocampista.

## Trayectoria

### Atlético Tucumán
Domínguez se inició futbolísticamente en su provincia. Jugó en Atlético Tucumán, donde compartió equipo con grandes jugadores como Héctor Lucca, un joven Juan Carlos Navarro y los goleadores Raúl Martinez y Francisco Martín.

### Boca
En 1949 fue transferido al fútbol de Buenos Aires, para sumarse a Boca Juniors. Al año siguiente terminó segundo del Campeonato 1950, por detrás de Racing. Jugó en el equipo xeneize hasta 1951.

### Sarmiento
En 1952 se mudó a la ciudad de Junín, para sumarse a Sarmiento como refuerzo, debido a que el club se afilió a la AFA y empezó a disputar los campeonatos porteños.

## Clubes
| Club             | País      |
| ---------------- | --------- |
| Atlético Tucumán | Argentina |
| Boca Juniors     | Argentina |
| Sarmiento        | Argentina |